# Матараццо, Пеллегрино
Пеллегри́но «Рино» Матара́ццо (англ. Pellegrino Matarazzo; род. 28 ноября 1977, Уэйн, Нью-Джерси) — американский и итальянский футболист и футбольный тренер.

## Ранние годы
Пеллегрино Матараццо родился в семье итальянских иммигрантов в городе Уэйн штата Нью-Джерси и провёл детство в соседнем городе Патерсон. Родители Матараццо прибыли в США из южноитальянского региона Кампания. Отец работал автомехаником, мать — секретаршей в юридической фирме. Рос вместе с тремя младшими братьями: Лео, Франком и Антонио. Вся семья болела за «Наполи», любовь к которому детям привил отец. Вначале Пеллегрино играл в футбол в основном только с братьями, но в 12 лет присоединился к команде старшей школы Фэр-Лона. После выпуска из школы учился в колумбийском университете c 1995 по 1999 годы по специальности прикладная математика. В годы учёбы выступал за команду университета «Колумбия Лайонс» на позиции защитника и опорного полузащитника под руководством немецко-американского тренера Дитера Фикена.

## Игровая карьера
По окончании обучения в университете решил стать профессиональным футболистом. Проходил просмотр в итальянских клубах «Салернитана» из родного города матери и «Юве Стабия», но они не увенчались успехом. В 2000 году во время игры в одном из общественных парков Нью-Джерси произвёл впечатление на немецкого скаута и переехал в Германию.
В Германии начал карьеру в клубе четвёртого по силе дивизиона «Айнтрахт» (Бад-Кройцнах). В 2001 году перешёл в клуб третьей лиги «Веен». После двух лет выступлений за клуб перешёл в «Пройссен» (Мюнстер), однако уже спустя год вернулся в «Веен». В сезоне 2004/05 клуб финишировал на 3 месте с отставанием в 1 очко, которое позволило бы клубу получить повышение в классе. Следующий сезон провёл за «Ваттеншайд 09». В 2006 году стал игроком «Нюрнберга II», которому в сезоне 2007/08 помог подняться уровнем выше в региональную лигу «Юг». Матч 5-го тура региональной лиги сезона 2009/10 стал последним в игровой карьере Матараццо.

## Тренерская карьера
В 2010 году вошёл в штаб главного тренера «Нюрнберг II» Рене Мюллера в качестве ассистента, под руководством которого провёл последние 3 года игровой карьеры. В апреле 2011 года временно исполнял обязанности главного тренера команды до окончания сезона, после чего вернулся к роли ассистента при новом главном тренере Михаэле Визингере. С 2012 по 2017 годы был главным тренером юношеских команд до 17 и до 19 лет. В 2015 году проходил обучение в академии Ханнеса Вайсвайлера, где проживал в одной комнате с Юлианом Нагельсманом.
В 2017 году возглавил команду «Хоффенхайма» до 17 лет, но уже спустя полгода стал ассистентом главного тренера основной команды, Юлиана Нагельсмана.
В январе 2020 года стал главным тренером «Штутгарта», на тот момент находившегося на 3-м месте во Второй Бундеслиге. Изначально контракт был подписан до 30 июня 2021 года, но ещё до окончания сезона был продлён на 1 год. Под руководством Матараццо во второй половине сезона «Штутгарт» выступал с переменным успехом, но, добившись важных побед в 32 и 33 турах, закончил сезон на 2-м месте в чемпионате и получил повышение в Бундеслигу. 19 февраля 2021 года продлил контракт до конца сезона 2023/24. В первом сезоне на высшем уровне под руководством Матараццо «Штутгарт» финишировал на 9-м месте, среди прочего разгромив «Боруссию» (Дортмунд) со счётом 5:1. Сезон 2021/22 команда закончила на 15-м месте, сохранив место в Бундеслиге. 10 октября 2022 года Матараццо был уволен после 9 туров чемпионата сезона 2022/23, в которых «Штутгарт» не одержал ни одной победы.
В начале февраля 2023 года вернулся в «Хоффенхайм» теперь уже в качестве главного тренера, подписав контракт до 30 июня 2025 года. На тот момент команда после серии из 9 игр без побед находилась на 14-м месте, в 3 очках от зоны вылета. Под руководством Матараццо «Хоффенхайм» начал плохо, проиграв 5 матчей подряд и опустившись на последнее место. Несмотря на это, команда сумела стабилизировать игру и закончить сезон на 12-м месте. В сезоне 2023/24 команда Матараццо стабильно набирала очки, закончив сезон на седьмом месте и получив место в Лиге Европы. В ноябре 2024 года его уволили после провального старта нового сезона, в котором команда набрала 9 очков в 10 играх.

## Тренерская статистика
| Нюрнберг II (и. о.) | 12 апреля 2011  | 30 июня 2011    | 7   | 2  | 3  | 2  | 028,57 |
| Штутгарт            | 30 декабря 2019 | 10 октября 2022 | 100 | 31 | 29 | 40 | 031,00 |
| Хоффенхайм          | 8 февраля 2023  | 11 ноября 2024  | 67  | 23 | 15 | 29 | 034,33 |
| Всего               | Всего           | Всего           | 174 | 56 | 47 | 71 | 032,18 |